# 英國皇家空軍第1中隊
英國皇家空軍第1中隊，亦被稱為第1（戰鬥機）中隊是英國皇家空軍的一支飛行中隊。是第一支駕駛垂直起降飛機的中隊。目前駐地在洛西茅夫皇家空軍基地操作颱風戰鬥機。
中隊的箴言是拉丁文"In Omnibus princeps"（意思是"一切事情中之首"）反映了該中隊作為英國皇家空軍最古老單位的地位，從第一次世界大戰成軍到現時，幾乎參與了英國每一次重大軍事行動。其中包括第二次世界大戰，蘇伊士運河危機，福克蘭戰爭，波斯灣戰爭，科索沃戰爭和伊拉克的特里克行動。

## 歷史

### 1878至1918年
第1中隊的起源可以追溯到1878年，當時它的前身為成立於胡域的皇家兵工廠第1輕氣球連，作為輕氣球科的一部分。 1911年4月1日英國皇家工兵部隊的航空營成立。該營最初由兩個連組成，第1連負責輕於空氣的飛行。首任指揮官是E.M.麥特蘭上尉。
隨著英國皇家飛行隊(RFC)於1912年5月13日的成立，皇家工兵航空營第1連被重新任命為"英國皇家飛行隊第1中隊"。第1中隊是最初三個RFC中隊之一。麥特蘭上尉繼續擔任新中隊的指揮官，並在中隊成立數日後晉陞為少校。它維持了操作Beta和"Gamma"兩艘飛艇，並追加了"Delta"和"Eta"兩艘，以及風箏式和一些球形式氣球。然而，在1913年10月，突然決定將所有飛艇轉移到RFC的海軍大隊（1914年7月1日，海軍大隊由海軍部而不是內閣決定，脫離RFC成為皇家海軍航空勤務隊(RNAS)）。在保留操作風箏式氣球的同時，第1中隊重組為英國遠征軍的停機場中隊。

1914年5月1日，查理·朗克羅夫少校被任命為新的中隊指揮官。除了在1914年8月和9月的幾個星期外，朗克羅夫繼續擔任中隊指揮官直到1915年1月。

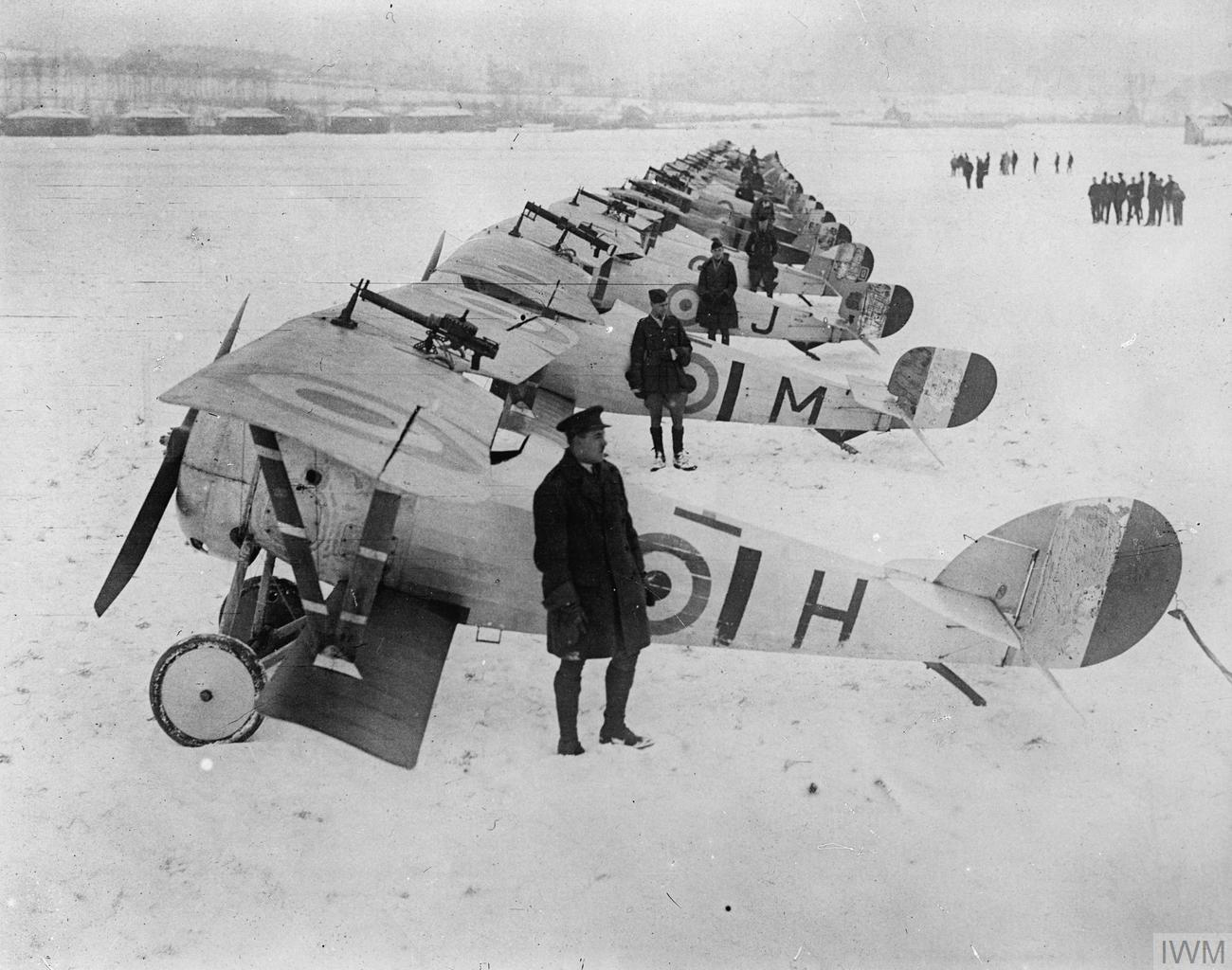
1917年12月27日：第1中隊的紐波特17戰鬥機和紐波特24戰鬥機在巴約勒。

中隊於同年8月改組為飛機中隊，裝備了阿弗羅504和皇家飛機工廠B.E.8的混合編隊，於1915年3月7日遠渡法國。主要執行有幾架單座戰鬥機護航的偵察任務。中隊維持操作莫蘭-索尼耶L單翼機執行偵察直到1917年1月1日成為一個專職的戰鬥機中隊，駕駛紐波特17和紐波特27戰鬥機。
1918年1月，過時的紐波特被更現代化的S.E.5a所取代。1918年4月1日該中隊保留了其番號並併入英國皇家空軍，而皇家海軍航空勤務隊(RNAS)第1中隊的番號被撤換成英國皇家空軍第201中隊。
第1中隊擁有不少於31名王牌飛行員。他們包括羅拔·A·伯貝克，昆廷·布蘭德(以後的空軍少將，不列顛戰役時，第10聯隊指揮官)，道格拉斯·卡梅隆，威廉·查理·甘保，波西·積克·克萊森，愛德文·高爾，菲臘·富拉特(以後的空軍準將)，尤斯提·格倫費爾，路易士·弗萊明·詹金，湯姆·希素，哈羅德·阿爾伯特·庫爾貝里，查理·拉弗斯，法蘭西斯·馬貢，佳·保夫域·摩爾，哥頓·奧萊，哈利·里格比，威廉·溫德爾·羅渣士和威廉·域陀·杜利華·盧珀 

### 戰間期
第1中隊於1919年3月從法國返回英國，並於1920年1月20日正式解散。解散第二天，它在英屬印度西北邊境省（現在是巴基斯坦的一部分）的里薩爾布爾進行重組，從1920年1月開始駕駛索普威思鷸式戰鬥機。1921年5月移駐伊拉克巴格達附近的辛納伊迪皇家空軍基地執行警備的職務，雖然中隊亦接收了一架裝了布里斯托木星引擎的紐波特夜鷹式戰鬥機進行評估， 但仍維持使用索普威思鷸式戰鬥機。 第1中隊一直留在伊拉克，對敵對的部落勢力進行掃射和轟炸，直到1926年11月再次解散。
1927年初，中隊在修適士郡的湯密爾皇家空軍基地再次重組，成為一支本土防衛的戰鬥機中隊，裝備阿姆斯壯-惠特沃斯黃雀式戰鬥機。 在1932年2月接收霍克暴怒戰鬥機Mk.I型後，該中隊在英國各地和1937年7月的蘇黎世國際航空會議上進行了飛行表演，獲得了特技飛行隊的聲譽，蘇黎世的飛行表演雖然給人留下了深刻的印象，但很明顯被同場的德國Bf 109戰鬥機和Do 17轟炸機的表演所蓋過，該中隊於1938年10月重新裝備了颶風戰鬥機Mk.I型。

### 第二次世界大戰

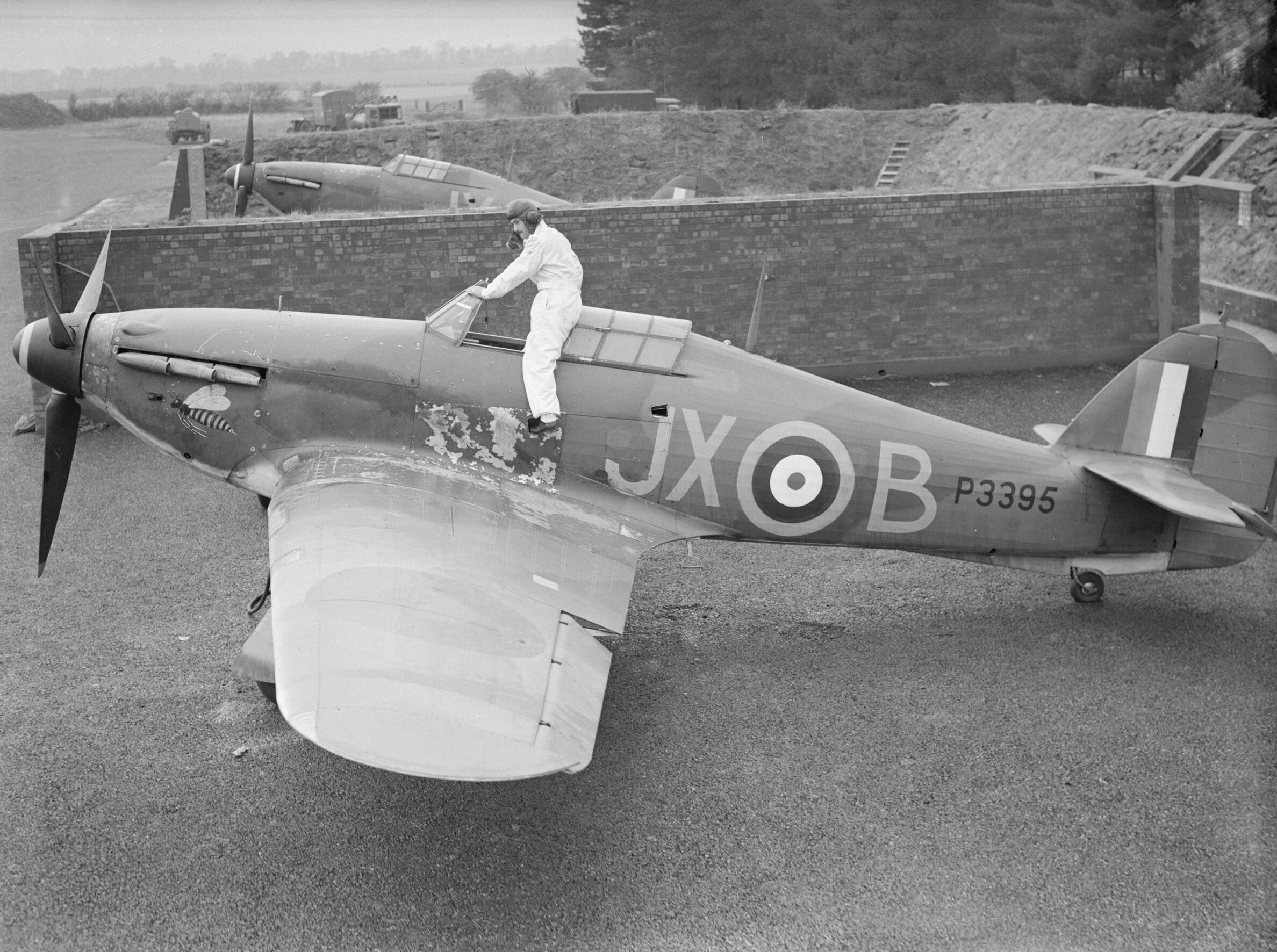
1940年10月，"塔菲"克勞斯少尉在威特靈皇家空軍基地登上了他的颶風戰鬥機Mk.I型 ('P3395')。

1939年9月第二次世界大戰爆發後，第1中隊隨英國皇家空軍前進空中打擊部隊部署到法國。到10月，它首次飛越敵方領土，並很快於10月31日擊落了一架Do 17轟炸機取得了首次戰果。 在假戰期間取得了進一步的成功，直到1940年5月法國戰役爆發。中隊在一周內遭到轟炸，離開其位於巴黎西北部貝里歐巴克的基地。隨後進行了一系列撤退，直到6月18日撤離法國，並於23日返回英國的基地湯密爾才結束戰事。
1940年8月，第1中隊參加了不列顛戰役，一直投入作戰到9月9日被調派到第12聯隊，並被送往威特靈皇家空軍基地進行休整。
中隊於1941年初返回第11聯隊，並專注於戰鬥機掃蕩和護航轟炸機的任務。2月，開始執行"Rhubarb"（對被佔領區的低空掃蕩）和夜間飛行任務，並裝備颶風戰鬥機Mk.IIA型。在此期間，中隊飛行員亦包括了自由捷克斯洛伐克擊落敵機戰績最高的卡雷爾·庫特爾瓦舍爾(DFC)
，他亦是英國皇家空軍最高戰績的夜間飛行員。
中隊肩負起夜間入侵巡邏直到1942年7月，裝備霍克颱風式戰鬥轟炸機並移駐諾森伯蘭郡的渥靈頓皇家空軍基地並恢復了日間作戰職務。
第1中隊於1944年4月換裝超級馬林噴火戰鬥機Mk. IX型，到6月開始執行反V1巡邏任務，擊落了39枚飛行炸彈。任務亦包括一有良機便飛越法萊斯隘口掃射德軍目標。同年稍後時間，恢復了原來護航轟炸機的任務，入侵法國後駐地設在馬爾德海姆機場。1944年9月參與了支援傘兵空降荷蘭的市場花園行動，其後又支援了盟軍在阿登的反攻，該中隊為應對惡劣的天氣狀況，以雷達引導向'關鍵點'（KPs）投擲了250磅炸彈。1945年5月，中隊換裝噴火Mk. XXI型，但僅用於掩護登陸海峽群島的行動。

### 戰後時期
1946年，第1中隊返回湯密爾皇家空軍基地，並接收了第一架噴射式飛機格羅斯特流星戰鬥機。1948年10月，美國空軍羅賓·奧茲少校在美國空軍/英國皇家空軍交流計劃下被派駐第1中隊並駕駛格羅斯特流星戰鬥機。他最終在湯密爾皇家空軍基地擔任了中隊指揮官的職位，這對於非英聯邦的外國人來說是難得一見的任命。
該中隊隨後裝備霍克獵手戰鬥機F.5，1956年從塞浦路斯的亞克羅提利皇家空軍基地起飛支援應對蘇伊士運河危機。第1中隊於1958年6月23日解散。然而，在同年7月1日又再次重組，在斯特拉迪歇爾皇家空軍基地重編為第263中隊。 然後移駐到沃塔比茨皇家空軍基地，在那裡作為第38聯隊兵力的一部分，駕駛獵手FGA.9肩負起地面攻擊的任務。在接下來的八年裡，該中隊在沃塔比茨和其後的西雷納姆皇家空軍基地繼續擔任這個角色。1968年英國皇家空軍50周年紀念時發生的不名譽和完全未經授權飛越倫敦塔橋的飛行表演事件，隸屬第1中隊的艾倫·波洛克上尉對事件負有責任。

### 獵鷹

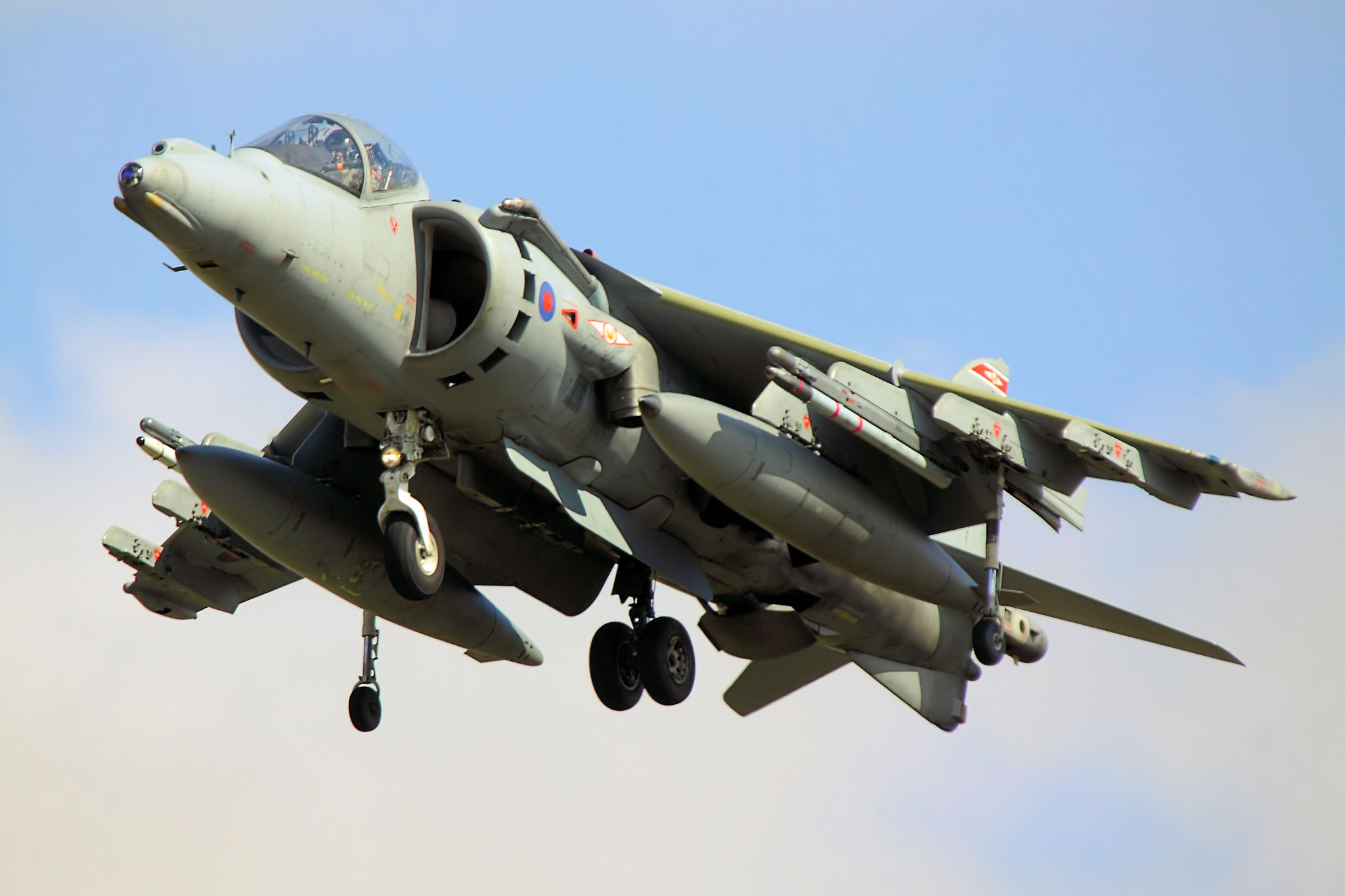
在科特斯莫爾皇家空軍基地一架標記第1（戰鬥機）中隊的獵鷹式戰鬥機

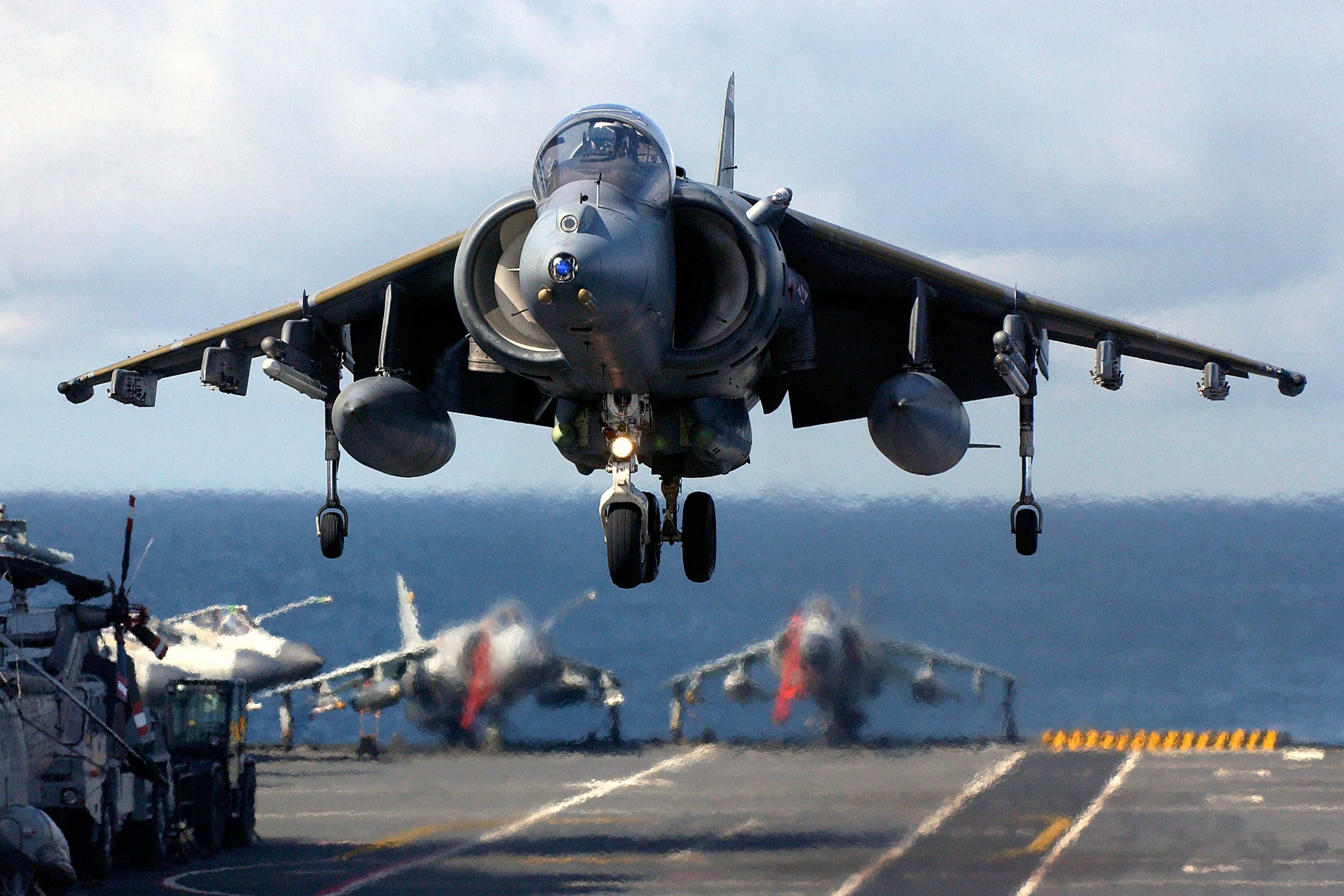
第1中隊的獵鷹GR.7登艦加入HMS光輝號的甲板操作

隨著霍克西德利獵鷹式戰鬥機的到來，該中隊於1969年在指揮官拜仁·貝克（Bryan Baker）的統率下成為世界上第一支垂直起降飛機的操作單位， 並於次年宣佈獵鷹投入使用。在福克蘭戰爭期間，第1中隊的一個分遣隊被部署在福克蘭特遣艦隊的航艦戰鬥群(特遣艦隊317.8)上，從HMS競技神號上展開行動，執行對阿根廷軍隊的地面攻擊任務。 從1988年11月23日起，新型的英國航太獵鷹II式替換了第一代獵鷹，並於1989年11月2日宣佈獵鷹GR.5全面投入使用。 第1中隊是BBC紀錄片系列保衛國土其中一集的主題，講述作為北約禁飛行動的一部分，參加波士尼亞戰爭前和期間的軼事。 該中隊在科索沃戰爭期間，作為北約的盟軍行動的一部分飛行出擊。
2000年7月28日，第1中隊離開在威特靈皇家空軍基地的"獵鷹之家"前往科特斯莫爾皇家空軍基地。 科特斯莫爾成為所有英國皇家空軍使用獵鷹的中隊的所在地 – 第20(預備役)中隊，後來重編為第4(預備役)中隊，獵鷹的作戰換裝部隊依然待在威特靈基地。這些獵鷹式中隊都在伊拉克戰爭期間執行過任務，並被授予"伊拉克2003"戰役榮譽。
2020年3月被授予戰役榮譽，以表彰其在阿富汗戰爭中的作用。
聯合政府在2010年英國國防總檢的一個結果是決定要近乎立即讓英國皇家空軍的獵鷹式全數退役。所有獵鷹式部隊包括第1中隊於2010年12月15日終止飛行，而第1中隊於2011年1月28日在形式上解散。

### 颱風

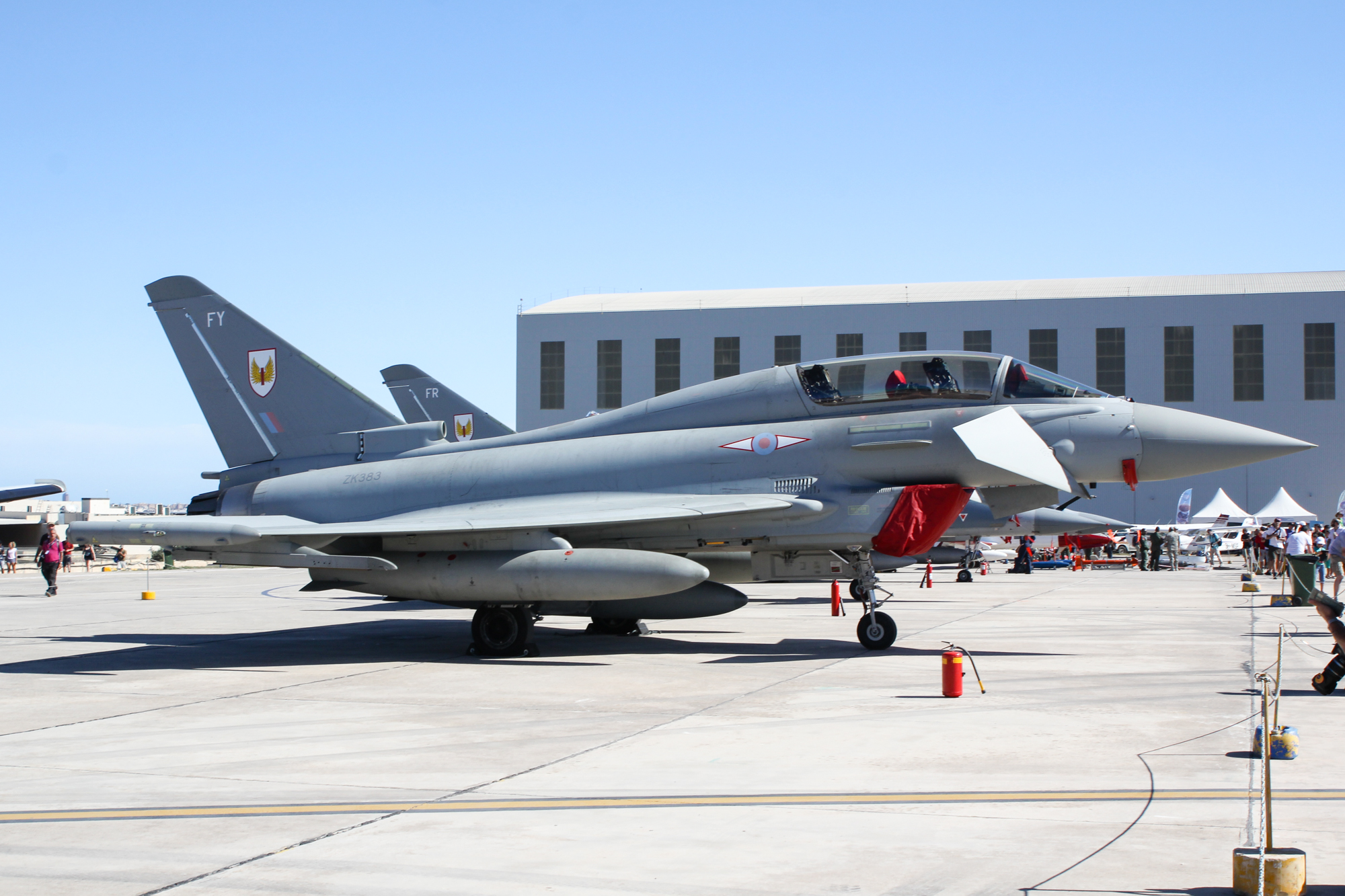
第1中隊颱風戰鬥機T3"ZK383"在馬爾他國際航展上。

2012年9月15日，第1中隊在盧卡斯皇家空軍基地裝備颱風戰鬥機。 該中隊多次參加了在國外的軍演，包括2013年1月在阿聯酋舉行的沙欣之星演習和3月在馬來西亞舉行的共同之盾演習。
2014年9月8日，第1中隊遷往洛西茅夫皇家空軍基地與第6中隊，第XV(預備役)中隊的"D"小隊，第202中隊(搜索與救援)和第5部隊防護大隊並肩作戰。
2019年11月14日，該中隊向冰島的凱夫拉維克海軍航空站部署了4架颱風戰鬥機，作為北約防空警備的一部分。另外還部署了100名人員，以支援駐紮在冰島的部隊。

## 機種
- 阿弗羅504（英语：Avro 504） (1915–1916)
- 皇家飛機工廠B.E.8（英语：Royal Aircraft Factory B.E.8） (1915–1916)
- 莫蘭-索尼耶L單翼機 (1915–1916)
- 紐波特17戰鬥機 (1916–1917)
- 紐波特27戰鬥機（英语：Nieuport 27） (1917–1918)
- 皇家飛機工廠S.E.5a（英语：Royal Aircraft Factory S.E.5） (1918–1920)
- 索普威思鷸式戰鬥機（英语：Sopwith Snipe） (1920–1927)
- 阿姆斯壯-惠特沃斯黃雀式戰鬥機（英语：Armstrong Whitworth Siskin） (1927–1933)
- 霍克暴怒戰鬥機（英语：Hawker Fury） (1933–1937)
- 颶風戰鬥機 (1937–1943)
- 霍克颱風式戰鬥機（英语：Hawker Typhoon） (1943–1944)
- 噴火戰鬥機 (1944–1950)
- 格羅斯特流星戰鬥機F.8 (1950–1957)
- 霍克獵手戰鬥機F.5/F.6/FGA.9/T.7 (1957–1970)
- 霍克西德利獵鷹式戰鬥機GR.1和GR.3 (1969–1989)
- 英國航太獵鷹II式戰鬥攻擊機GR5, GR7和GR9（英语：British Aerospace Harrier II） (1988–2010)
- 颱風戰鬥機FGR4 (2012 –至今)

- 英國皇家飛行隊的人員在阿弗羅504（英语：Avro 504）旁邊。
- 英國皇家飛行隊的一架紐波特23戰鬥機，1917年。
- 1918年7月，第1中隊的S.E.5a（英语：Royal Aircraft Factory S.E.5）和飛行員在克萊爾馬賴機場（英语：Clairmarais aerodrome）。
- 正在接受引擎檢查時加油的第1中隊颶風戰鬥機Mk.I N2358 Z，1940年在法國瓦桑庫爾。
- 第1中隊一架霍克颱風式戰鬥機Mk.IB（英语：Hawker Typhoon） R8752於1943年6月2日迫降在林姆的基地附近的一個曠野後報廢。
- 1950年代後期，第1中隊一架的霍克獵手戰鬥機T.7。
- 1989年在英國皇家國際航空展（英语：Royal International Air Tattoo）上看到的一架第1中隊的英國航太獵鷹II式戰鬥攻擊機GR9（英语：British Aerospace Harrier II） ZD355 '01'

### 引用
1. ↑  Pine, L.G.  1. London: Routledge & Kegan Paul. 1983: 110. ISBN 0-7100-9339-X.
2. ↑  Bowyer & Rawlings 1979, p. 11.
3. ↑  Flintham & Thomas 2003, p. 51.
4. ↑  Bowyer & Rawlings 1979, p. 59.
5. ↑  Flintham & Thomas 2003, p. 81.
6. 1 2 3 4  . Air of Authority. 2014  [9 September 2014]. （原始内容存档于1 September 2014）.
7. 1 2  . raf.mod.uk. 2014  [9 September 2014]. （原始内容存档于3 October 2014）.
8. ↑  . Flight. 1 September 1911  [7 June 2019]. （原始内容存档于2019-06-07）.
9. ↑  Mead, Peter. . HMSO. 1983: 48. ISBN 0-11-771224-8.
10. ↑  . Air of Authority. 2014  [9 September 2014]. （原始内容存档于2022-08-15）.
11. ↑  Halley 1971, p.10.
12. ↑  . theaerodrome.com. 2014  [9 September 2014]. （原始内容存档于2009-03-12）.
13. 1 2  Halley 1971, p.15.
14. ↑  Halley 1971, p.12.
15. ↑  Halley 1971, pp.12–15.
16. ↑  Halley 1971, p.16.
17. ↑  Halley 1971, p.20.
18. ↑  Halley 1971, pp. 20–21.
19. ↑  Halley 1971, p. 28.
20. 1 2  . History of War.   [7 June 2019]. （原始内容存档于2022-05-16）.
21. ↑  . Free Czechoslovak Air Force. 1 January 2011  [12 October 2017]. （原始内容存档于2017-10-13）.
22. ↑  Sherwood, John Darrell, , Free Press: 12, 1999, ISBN 978-0-312-97962-1
23. ↑  . RAF Museum.   [7 June 2019]. （原始内容存档于2022-05-19）.
24. ↑  . Rafjever.org.   [16 May 2011]. （原始内容存档于2021-11-30）.
25. ↑  Ashworth 1989, p.26.
26. ↑  Evans 1998, pp. 74–75.
27. ↑  Evans 1998, p.123.
28. ↑  . BBC.   [7 June 2019]. （原始内容存档于2020-04-20）.
29. ↑  . BBC. 16 April 1999  [7 June 2019]. （原始内容存档于2006-03-03）.
30. ↑  Graveling, Tony; Tulloch, James. . Meteorological Office, RAF Cottesmore. 1 May 2001. doi:10.1002/wea.6080570405 .
31. ↑  Lord Drayson, Parliamentary Under-Secretary of State, Ministry of Defence. . . House of Lords. 9 June 2005. （页面存档备份，存于）
32. ↑  . Royal Air Force. 24 March 2020  [26 March 2020]. （原始内容存档于2020-03-26） （英国英语）.
33. ↑  . raf.mod.uk. RAF. 21 May 2012  [21 May 2012]. （原始内容存档于2017-07-30）.
34. ↑  . raf.mod.uk. 15 September 2012  [9 September 2014]. （原始内容存档于2012-10-03）.
35. ↑  . location=Stamford, Lincolnshire, England. April 2013: 9.
36. ↑  . gov.uk. 8 September 2014  [9 September 2014]. （原始内容存档于2015-11-24）.
37. ↑  . raf.mod.uk. 2014  [9 September 2014]. （原始内容存档于2017-07-03）.
38. ↑  . www.janes.com.   [2019-11-20]. （原始内容存档于2019-12-14）.

### 文獻
- Ashworth, Chris. Encyclopedia of Modern Royal Air Force Squadrons. Wellingborough, UK:PSL, 1989. ISBN 1-85260-013-6.
- Bowyer, Michael J.F and John D.R. Rawlings. Squadron Codes, 1937–56. Cambridge, Cambridgeshire, UK: Patrick Stephens Ltd., 1979. ISBN 0-85059-364-6.
- Evans, Andy. BAE/McDonnell Douglas Harrier. Malborough, Wiltshire, UK: The Crowood Press, 1998. ISBN 1-86126-105-5.
- Flintham, Vic and Andrew Thomas. Combat Codes: A Full Explanation and Listing of British, Commonwealth and Allied Air Force Unit Codes Since 1938. Shrewsbury, Shropshire, UK: Airlif Publishing Ltd., 2003. ISBN 1-84037-281-8.
- Franks, Norman and Mike O'Connor. Number One in War and Peace: The History of No. 1 Squadron, 1912–2000. London: Grub Street, 2000. ISBN 1-902304-55-1.
- Halley, James J. Famous Fighter Squadrons of the RAF: Volume 1. Windsor, UK: Hylton Lacey, 1971. ISBN 0-85064-100-4.
- Halley, James J. The Squadrons of the Royal Air Force & Commonwealth, 1918–1988. Tonbridge, Kent, UK: Air-Britain (Historians) Ltd., 1988. ISBN 0-85130-164-9.
- Jefford, C.G. RAF Squadrons, a Comprehensive Record of the Movement and Equipment of all RAF Squadrons and their Antecedents since 1912. Shrewsbury: Airlife Publishing, 1998 (second edition 2001). ISBN 1-84037-141-2.
- Rawlings, John D.R. Coastal, Support and Special Squadrons of the RAF and their Aircraft. London: Jane's Publishing Company Ltd., 1982. ISBN 0-7106-0187-5.
- Rawlings, John D.R. Fighter Squadrons of the RAF and their Aircraft. London: Macdonald and Jane's (Publishers) Ltd., 1969 (new edition 1976, reprinted 1978). ISBN 0-354-01028-X.
- Shaw, Michael. No. 1 Squadron. Shepperton, Surrey, UK: Ian Allan Ltd., 1986. ISBN 0-7110-1581-3.
- Shaw, Michael. Twice Vertical: The History of No. 1 Squadron Royal Air Force. London: Macdonald & Company Ltd, 1971. ISBN 0-356-03799-1.

## 外部連結
- Official website （页面存档备份，存于）
- No.1 (F) Sqn Association （页面存档备份，存于）